# 東アジア局 (タイ)
タイ王国外務省東アジア局(タイ語:กรมเอเชียตะวันออก、英語：Department of East Asian Affairs）は、タイ王国内閣外務省の内部部局の一つ。

## 概要
東アジア局は、東アジア諸国家、国家群、地域とアセアンを除く国際機関の総合的な情勢分析、将来予測を行いつつ、外交政策、戦略の立案を行い、それに基づいて二国間及び多国間協力を構築することで、国威と国益の保全を達成することを目的とする。

## 下位組織
1. 総務課 （สำนักงานเลขานุการกรม）-局行政関連事務、予算、方針
2. 東アジア第一課（กองเอเชียตะวันออก 1）-マレーシア、フィリピン、ブルネイ、シンガポール担当
3. 東アジア第二課（กองเอเชียตะวันออก 2）-ミャンマー、ベトナム、ラオス、カンボジア担当
4. 東アジア第三課（กองเอเชียตะวันออก 3）-日本、中華人民共和国、台湾、香港、マカオ担当。
5. 東アジア第四課（กองเอเชียตะวันออก 4）- インドネシア、モンゴル、大韓民国、朝鮮民主主義人民共和国、東ティモール担当。

総務課以外は、国・地域ごとに分担している。さらに、以下の4点の業務を担当することになっている。
1. 担当する国家、国家群、地域、国際機関の政治、治安、経済、文化、社会の分析と将来状況予測
2. 担当地域に関する外交政策提言
3. 担当地域にタイ代表として連絡
4. 担当地域に関する関連業務

## 所在地
- バンコク　ラーチャテーウィー区 トゥンパヤータイ地区 シーアユタヤ通り443　シーアユタヤ・ビルディング （อาคารถนนศรีอยุธยา เลขที่ 443 ถนนศรีอยุธยา แขวงทุ่งพญาไท เขตราชเทวี　กรุงเทพมหานคร 10400）

## 関連事項
- 外務省